# Simón Bolívar, Mapastepec
Simón Bolívar är en ort i Mexiko.   Den ligger i kommunen Mapastepec och delstaten Chiapas, i den sydöstra delen av landet, 800 km sydost om huvudstaden Mexico City. Simón Bolívar ligger 50 meter över havet och antalet invånare är 119.
Terrängen runt Simón Bolívar är varierad. Runt Simón Bolívar är det ganska glesbefolkat, med 27 invånare per kvadratkilometer. Närmaste större samhälle är Mapastepec, 3,9 km väster om Simón Bolívar. Omgivningarna runt Simón Bolívar är en mosaik av jordbruksmark och naturlig växtlighet.